# Renovation
Renovation dækker lidt bredere end affald, idet renovation også omfatter de materialer der anvendes til recirkulering. Det er bl.a. materialer som pap, glas, papir, jern, rent affaldstræ og rent affaldsgips.
Flere og flere produkter kan efterhånden genanvendes direkte eller med en mindre forarbejdningsproces, til gavn for miljø og produktionsomkostninger.
En særlig form for renovation er natrenovation, et begreb, som dækkede natmændenes virkefelt. De kom nemlig om natten og hentede folks latrin. Dette er det samme som fækalier. Denne opgave løses nu ved hjælp af moderne kloaksystemer.